# Blechnum minus
Blechnum minus es una especie de helecho de la familia Blechnaceae. Crece en lugares húmedos en una variedad de hábitats en el este de  Australia. 

## Descripción
Es un helecho con rizoma rastrero corto o erecto, con escamas marrón, transparentes. Las frondas agrupadas, ± erecta, dimórficas, pinnadas en la mayor parte de su longitud, en su mayoría de 25-70 cm de largo, a veces > 100 cm de largo, de color rosado verde cuando joven, brillante  cuando está maduro; el estípite de color pardo claro, más oscuro en la base.
Las frondas estériles con pinnas más largas de 8-12 cm de largo, y 10 mm de ancho; las pinnas basales  de tamaño reducido y muy separadas, más bajas de 5-15 mm de largo, ± circular. Las frondas fértiles con pinnas 8-14 cm de largo, 2-3 mm de ancho, el más pinnas bajas muy distantes entre sí, a menudo no fértil.

## Distribución y hábitat
Está generalizada en una variedad de hábitats en bosques abiertos, a lo largo de arroyos en Nueva Gales del Sur.

## Taxonomía
Blechnum minus fue descrita por (R.Br.) Ettingsh.  y publicado en Denkschriften der Kaiserlichen Akademie der Wissenschaftliche Classe 23 1864
Sinonimia
- Blechnum minus subsp. minus
- Stegania minor R.Br.
- Lomaria minor (R.Br.) Desv. nom. illeg.
- Blechnum capense var. minus (R.Br.) Domin
- Lomaria minor (R.Br.) Spreng.
- Lomaria procera var. paludosa Rodway[4][5]